# مايك بورمان
مايك بورمان (بالألمانية: Mike Burman) (و. 1974  م) هو لاعب هوكي الجليد كندي، ولد في نورث باي، أونتاريو، مركز لعبه هو مدافع ‏.

## روابط خارجية
- مايك بورمان على موقع EliteProspects.com (الإنجليزية)
- مايك بورمان على موقع Eurohockey.com (الإنجليزية)
- مايك بورمان على موقع HockeyDB.com (الإنجليزية)